# トワイライト・サーガ/ブレイキング・ドーン Part2
『トワイライト・サーガ/ブレイキング・ドーン Part2』（The Twilight Saga: Breaking Dawn – Part 2）は、ビル・コンドン監督による2012年の恋愛ファンタジー映画である。ステファニー・メイヤーの小説を原作とした『トワイライト・サーガ』シリーズの5作目で、2分割された最終章の後編である。クリステン・スチュワート、ロバート・パティンソン、テイラー・ロートナーがこれまでと同じく主要3キャラクターを演じる。 

## キャスト
| 役名                   | 俳優                             | 日本語吹替     |
| ---------------------- | -------------------------------- | -------------- |
| ベラ・カレン           | クリステン・スチュワート         | 木下紗華       |
| エドワード・カレン     | ロバート・パティンソン           | 櫻井孝宏       |
| ジェイコブ・ブラック   | テイラー・ロートナー             | 細谷佳正       |
| レネズミ・カレン       | マッケンジー・フォイ             | 豊崎愛生       |
| エズミ・カレン         | エリザベス・リーサー             | 林佳代子       |
| ロザリー・ヘイル       | ニッキー・リード                 | 樋口あかり     |
| エメット・カレン       | ケラン・ラッツ                   | 青木強         |
| アリス・カレン         | アシュリー・グリーン             | 中司ゆう花     |
| ジャスパー・ヘイル     | ジャクソン・ラスボーン           | 中川慶一       |
| イリーナ               | マギー・グレイス                 | 小橋知子       |
| アロ                   | マイケル・シーン                 | 家中宏         |
| マーカス               | クリストファー・ハイアーダール   | 金尾哲夫       |
| カーライル・カレン     | ピーター・ファシネリ             |                |
| カイウス               | ジェイミー・キャンベル・バウアー | 小松史法       |
| ジェーン               | ダコタ・ファニング               | うえだ星子     |
| チャーリー・スワン     | ビリー・バーク                   |                |
| ギャレット             | リー・ペイス                     | 倉富亮         |
| ケイト                 | ケイシー・ラボウ                 | 東條加那子     |
| ターニャ               | マイアンナ・バーリング           | 中司ゆう花     |
| ウラジミール           | ノエル・フィッシャー             | 烏丸祐一       |
| アリステア             | ジョー・アンダーソン             | 中川慶一       |
| アレック               | キャメロン・ブライト             |                |
| ティア                 | アンジェラ・サラフィアン         |                |
| ベンジャミン           | ラミ・マレック                   | 西健亮         |
| セス・クリアウォーター | ブーブー・スチュワート           | 鈴木裕斗       |
| フェリックス           | ダニエル・クドモア               |                |
| エレアザル             | クリスチャン・カマルゴ           | 佐藤健輔       |
| カルメン               | ミア・マエストロ                 | 永吉ユカ       |
| フィル                 | タイ・オルソン                   |                |
| ポール                 | アレックス・メラズ               |                |
| ザフリナ               | ジュディス・シェコーニ           | 乃神亜衣子     |
| ディミトリ             | チャーリー・ビューリー           |                |
| ナウエル               | J・D・パルド                     | 中川慶一       |
| リア・クリアウォーター | ジュリア・ジョーンズ             | 東條加那子     |
| サンティアゴ           | ラティーフ・クラウダー           |                |
| マリー                 | トニ・トラックス                 |                |
| ケビ                   | アンドレア・ガブリエル           |                |
| エンブリー・コール     | キオワ・ゴードン                 |                |
| サム・ウーレイ         | チャスク・スペンサー             | 小松史法       |
| ジャレッド             | ブロンソン・ペルティエ           |                |
| ヒュイレン             | マリサ・クイン                   |                |
| オムン                 | オマー・メトワリー               | 山本格         |
| シャーロッテ           | ヴァロリー・カリー               |                |
| セナ                   | トレイシー・ヘギンズ             | 永吉ユカ       |
| マギー                 | マーレイン・バーンズ             |                |
| ステファン             | グーリー・ワインバーグ           | 山本格         |
| シボーン               | リサ・ハワード                   | 乃神亜衣子     |
| リアム                 | パトリック・ブレナン             | 金尾哲夫       |
| ジェンクス             |                                  | 楠見尚己       |
|                        |                                  |                |
| 翻訳                   |                                  | 松崎広幸       |
| 演出                   |                                  | 安江誠         |
| 制作                   |                                  | グロービジョン |

## 製作

### 撮影
撮影は2010年11月1日に始まり、2011年4月15日に完了した。ロケ地は主にルイジアナ州バトンルージュ、ブリティッシュコロンビア州バンクーバー、バントンルージュのローリー・スタジオである。
2012年4月、スチュワートとパティンソンを含むキャストとスタッフが技術的作業のための追加撮影のために再結集した。この再撮影には新しいシーンや台詞は含まれなかった。

### 音楽
2012年1月、『Part2』のサウンドトラックの製作がすでに始まっていることが報じられた。
映画音楽は、『トワイライト〜初恋〜』、『トワイライト・サーガ/ブレイキング・ドーン Part1』でも務めたカーター・バーウェルが作曲した。

## 評価

### 興行収入
アメリカ合衆国とカナダで2億9232万4737ドル、その他の国々で5億3736万640ドル、全世界で8億2968万5377ドルを売り上げている。2012年では5番目、歴代では36番目の興行収入であり、『トワイライト・サーガ』シリーズでは最高である。全世界でのオープニング興行収入は3億4090万ドルであるがこれは歴代で8位、『トワイライト・サーガ』では最高、非夏期公開作品としても歴代最高である。
アメリカ合衆国とカナダでは公開初日木曜の深夜上映のみで3040万ドルを売り上げた。これはシリーズ3位の成績である。初日全体の興行収入は7120万ドルであるがこれもまたシリーズ3位の成績である。公開初週末全体では1億4110万ドルを売り上げたが、これは初週末成績としては歴代8位、シリーズ2位、11月公開作品歴代2位、2012年公開作品4位の記録である。次の週末3日間では69.1%下落した4360万ドルで連続1位となった。また感謝祭シーズン5日間の合計では6440万ドルとなった。第3週末では60.1%下落した1740万ドルとなったが、1位を保持した。
アメリカ合衆国とカナダ以外では、2012年11月14日水曜に6カ国で封切られ、初日で1380万ドルを売り上げた。翌木曜には37カ国に増え、3880万ドルに達した。金曜にはさらに24カ国で封切られ合計61カ国となった。日曜までに61カ国1万2812スクリーンで1億9950万ドルを売り上げた。これはシリーズ最高額であり、また、歴代の北米外のオープニングでは8位、2012年では最高の成績である。IMAX上映は82箇所で行われ、300万ドルを売り上げた。最も高かったのはイギリス・アイルランド・マルタの2440万ドル、次いでロシア・CISの2030万ドル、ブラジルの1900万ドルである。スペインでは公開3日間の新記録である1180万ドルを売り上げた。

### 批評家の反応
批評家の反応は賛否が分かれたが、概ね前作よりは向上した。Rotten Tomatoesでは176件のレビューで支持率は48%となった。またMetacriticでは31媒体のレビューで加重平均値は52/100となった。
『ハリウッド・リポーター』のトッド・マッカーシーは、「不滅のベラとエドワードのロマンスの最終章は、息を切らして待っている世界の観客たちが望むものを与えるだろう」と書いた。『エンターテインメント・ウィークリー』のオーウェン・グレイバーマンは「『ブレイキング・ドーン Part2』は、ゆっくりと始まるが、勢いを増し、ベラとエドワードがヴォルトゥーリに対して団結し、映画は本物の驚異を持っている」と書いた。『ニューヨーク・タイムズ』のマノーラ・ダルギスは「スロースタートにもかかわらず、コンドン氏は細かい、滑らかなスタイルでシリーズを終了させる。彼はファンたちに美しい花、整った髪、そして少しエロティックで、夢のようなキスを与える」と述べた。

### 受賞とノミネート
| 賞                     | 部門                               | 候補者                                              | 結果       |
| ---------------------- | ---------------------------------- | --------------------------------------------------- | ---------- |
| ゴールデンラズベリー賞 | 最低作品賞                         | 『トワイライト・サーガ/ブレイキング・ドーン Part2』 | 受賞       |
| ゴールデンラズベリー賞 | 最低監督賞                         | ビル・コンドン                                      | 受賞       |
| ゴールデンラズベリー賞 | 最低主演男優賞                     | ロバート・パティンソン                              | ノミネート |
| ゴールデンラズベリー賞 | 最低主演女優賞                     | クリステン・スチュワート                            | 受賞       |
| ゴールデンラズベリー賞 | 最低助演男優賞                     | テイラー・ロートナー                                | 受賞       |
| ゴールデンラズベリー賞 | 最低助演女優賞                     | アシュリー・グリーン                                | ノミネート |
| ゴールデンラズベリー賞 | 最低スクリーンカップル賞           | ロバート・パティンソン & クリステン・スチュワート   | ノミネート |
| ゴールデンラズベリー賞 | 最低スクリーンカップル賞           | マッケンジー・フォイ & テイラー・ロートナー         | 受賞       |
| ゴールデンラズベリー賞 | 最低スクリーンアンサンブル賞       | キャスト全員                                        | 受賞       |
| ゴールデンラズベリー賞 | 最低前日譚・リメイク・盗作・続編賞 | 『トワイライト・サーガ/ブレイキング・ドーン Part2』 | 受賞       |
| ゴールデンラズベリー賞 | 最低脚本賞                         | メリッサ・ローゼンバーグ、ステファニー・メイヤー    | ノミネート |